# Caesarodunum

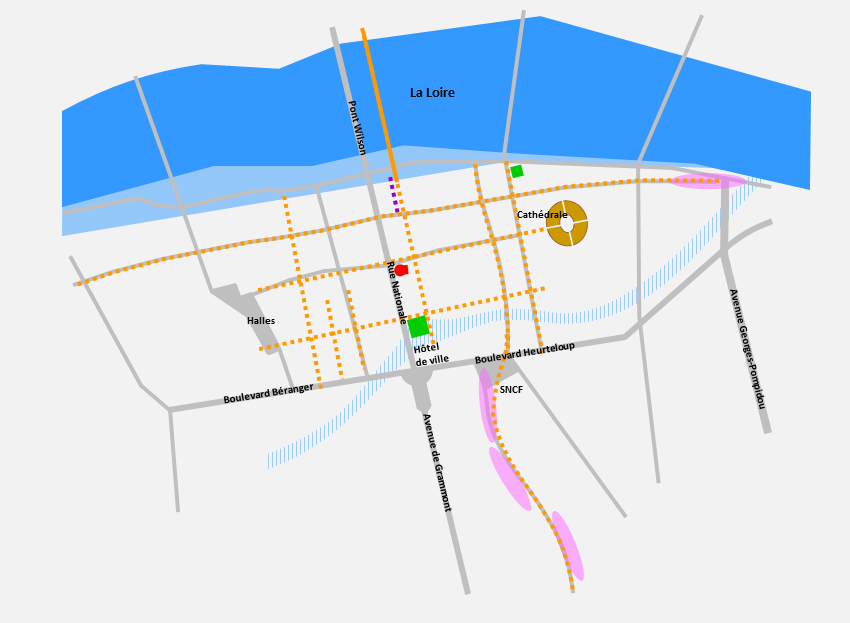
Pianta schematica della città antica (viabilità in giallo) sovrapposta a quella moderna (viabilità in grigio): sono indicati il grande tempio gallo-romano (in rosso), i complessi termali (in verde), l'anfiteatro (in marrone), l'acquedotto dalla Loira (puntinato viola) e le necropoli (in rosa); in azzurro tratteggiato l'antico canale

Caesarodunum è il nome della città romana, oggi Tours (dipartimento di Indre e Loira in Francia).
Fu fondata nella piana alluvionale tra i fiumi Loira e Cher tra la fine del I secolo a.C. e gli inizi del I secolo d.C. e si sviluppò grandemente durante il I secolo e fino alla fine del II secolo. Si estendeva per circa 60 ha.
Nella città sono testimoniati un grande tempio gallo-romano e un colossale anfiteatro, un acquedotto alimentato da una noria che sollevava l'acqua dalla Loira e un secondo con un percorso di circa 25 km, due stabilimenti termali pubblici, resti del tessuto viario e di abitazioni e un ponte di legno.
Nella prima metà del IV secolo, come accade a numerose città della Gallia, la città si contrasse e fu circondata da una cinta muraria. Nel 360 o poco dopo, diviene capitale della provincia romana della Lugdunense III.

## Toponimo
Il toponimo Caesarodunum si compone del nome latino Caesar, portato dagli imperatori romani, e dal suffisso di origine celtico dunum, che significa "collina" o "fortezza". Il significato più probabile è dunque "collina di Cesare", dato che al momento della sua fondazione si trattava di una città aperta, priva di fortificazioni, che sorgeva in una zona leggermente sopraelevata rispetto al terreno circostante.
La prima menzione del nome, scritto in lingua greca come Καισαρόδουνον, si trova negli scritti del geografo Claudio Tolomeo, del II secolo.
A partire dal III secolo il nome di Caesarodunum viene progressivamente abbandonato a favore del nome di Civitas Turonorum ("Città dei Turoni"), che si applica ormai alla città e non più al territorio entro la fine del IV o gli inizi del V secolo.

## Territorio

Il territorio dei Turoni (in rosso) sovrapposto al dipartimento di Indre e Loira (in verde)

La città era il capoluogo del territorio dei Turoni, corrispondente all'incirca all'attuale dipartimento di Indre e Loira, nel quale sono attestate dai dati archeologici o dalle fonti scritte (in particolare Gregorio di Tours) 32 abitati minori. Due terzi di essi si trovano nelle vallate della Loira e dei suoi principali affluenti (Cher, Indre e Vienne, a cui si aggiunge l'affluente di quest'ultima, il Creuse).
Era stata fondata sulla riva sinistra della Loira, nella piana alluvionale tra questa e il suo affluente Cher. Il terreno ha un'altitudine media di 41 m sul livello del mare e presenta una piccola elevazione nella parte nord-orientale, che raggiunge un'altitudine di 51 m. La piana era probabilmente soggetta a inondazioni e doveva essere percorsa da canali naturali più o meno temporanei verso la vicina confluenza del Cher nella Loira.
Si trovava all'incrocio di diverse vie antiche preesistenti, che la collegavano con Juliomagus (Angers), Vindunum (Le Mans), Cenabum (Orléans), Avaricum (Bourges) e Lemonum (Poitiers). La località non era lontana da una serie di oppida galli, di cui si conservano le tracce archeologiche ("le Châteliers" a Amboise, "Champ-Chevrier" a Rochecorbon e "Montboyau" a Fondettes), e la fondazione ebbe probabilmente lo scopo di controbilanciare i centri del potere indigeno.

## Storia
Nel sito della città romana è attestato un abitato gallico che visse tra il 180 e il 120 a.C., ma che era già da lungo tempo scomparso al momento della sua fondazione.
Non si conosce la data precisa della fondazione della città, che dovette avvenire tra il 10 a.C. e il 30 d.C., sotto Augusto o Tiberio, epoca nella quale vennero fondati nella Gallia numerosi centri urbani, allo scopo di favorire la romanizzazione dei territori recentemente conquistati da Gaio Giulio Cesare tra il 58 e il 50 a.C.

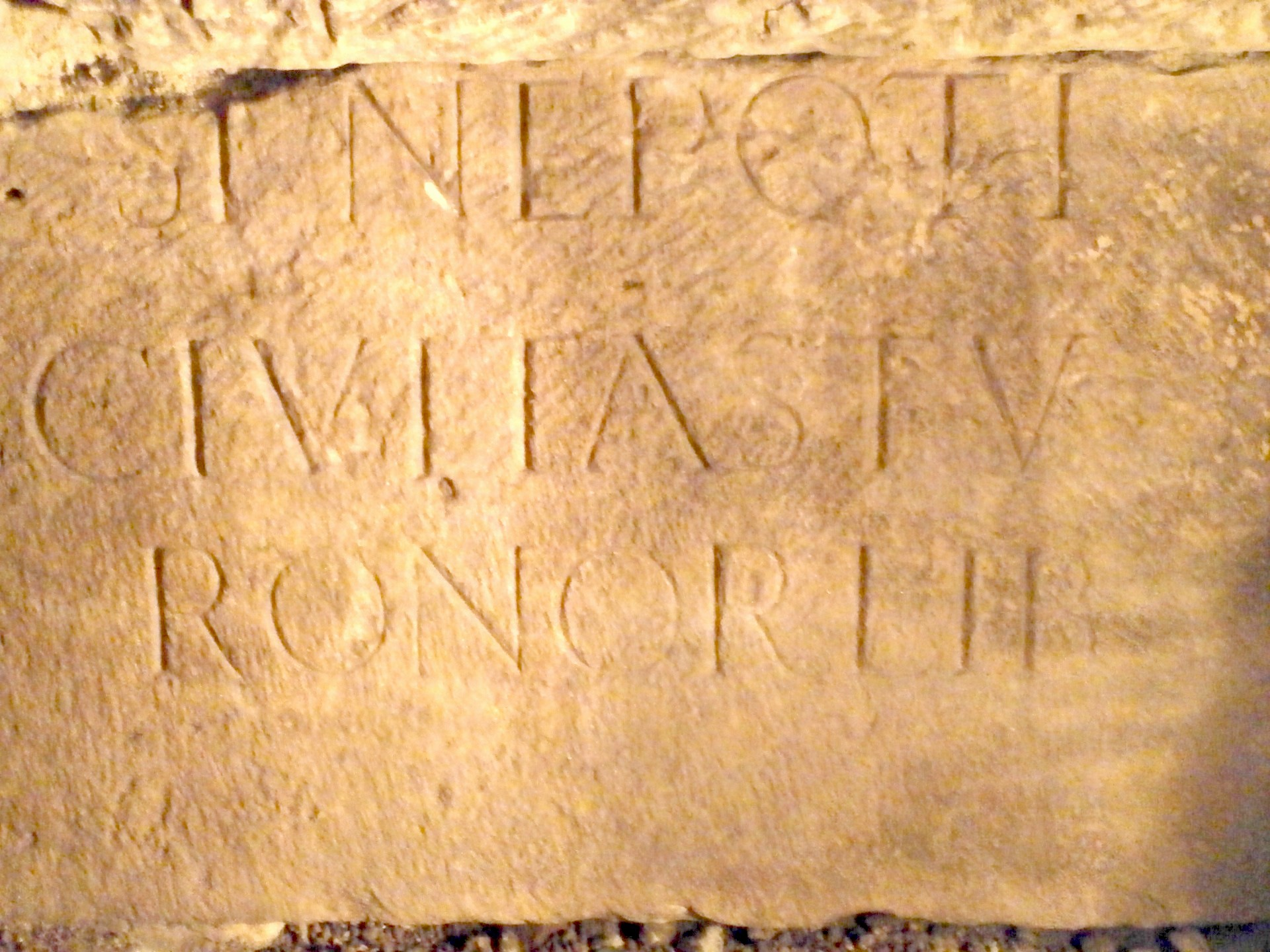
Iscrizione con il testo CIVITAS TV/RONOR(VM) LIB(ERA)

Un'iscrizione, rinvenuta reimpiegata nelle mura tardo-antiche, che reca il testo "CIVITAS TVRONORVM LIBERA", prova che ebbe lo status di città libera, probabilmente fin dalla sua fondazione. Questo statuto, concesso a tutte le città dei Turoni, esentava il pagamento delle imposte dovute a Roma, ma il privilegio venne abolito sotto Tiberio. A causa di tale abolizione nel 21 si rivoltarono di diversi popoli gallici, tra cui gli stessi Turoni, sconfitti da un corpo di legionari che il legato Acilio Aviola ricevette di rinforzo dalla Germania.
La città era priva di mura, ma occupò lo spazio irregolarmente triangolare tra la Loira e un canale, che all'epoca era già in via di interramento e oggi è completamente scomparso. Lo spazio disponibile doveva essere tra gli 80 e i 60 ettari e doveva ospitare una popolazione tra 5.000 e 6.000 abitanti.
La città era organizzata in base ad una rete viaria con cardini perpendicolari al fiume (rue Nationale e rue de Lucé, quest'ultima forse il cardine massimo, rue Descartes, e forse rue Jules-Simon e rue Bernard-Palissy) e decumani paralleli ad esso (rue de la Scellerie, forse era il decumano massimo, in parte bordata da un porticato in legno). L'allineamento rue Albert-Thomas - rue Georges-Courteline riprende forse un più antico tracciato viario parallelo al fiume.
Le strade erano pavimentate con pietre o ciottoli di piccole dimensioni, che venivano progressivamente sostituiti quando erano consumati dal passaggio.
Il livello insolitamente basso della Loira negli anni 2003 e 2005 ha permesso di scoprire i resti di pali piantati nel letto del fiume, che sono stati interpretati come i piloni di un ponte in legno situato circa 50 m a monte dell'attuale ponte Wilson, allineato con l'attuale rue de Lucé, probabilmente il cardine massimo. Il ponte raggiungeva i 560 m e raggiungeva la riva sud su un pilone in muratura. Il ponte fu costruito alla metà del I secolo d.C. e rimase in servizio fino alla fine del II secolo.
Nella parte ovest della città, in corrispondenza della rue Georges-Courteline, sono state rinvenute le tracce di un approdo del I secolo, con cassoni in legno e una rampa inclinata per l'accesso all'acqua. L'approdo fu abbandonato nel III secolo dopo essere stato insabbiato dalle inondazioni.

## Monumenti pubblici

### Anfiteatro

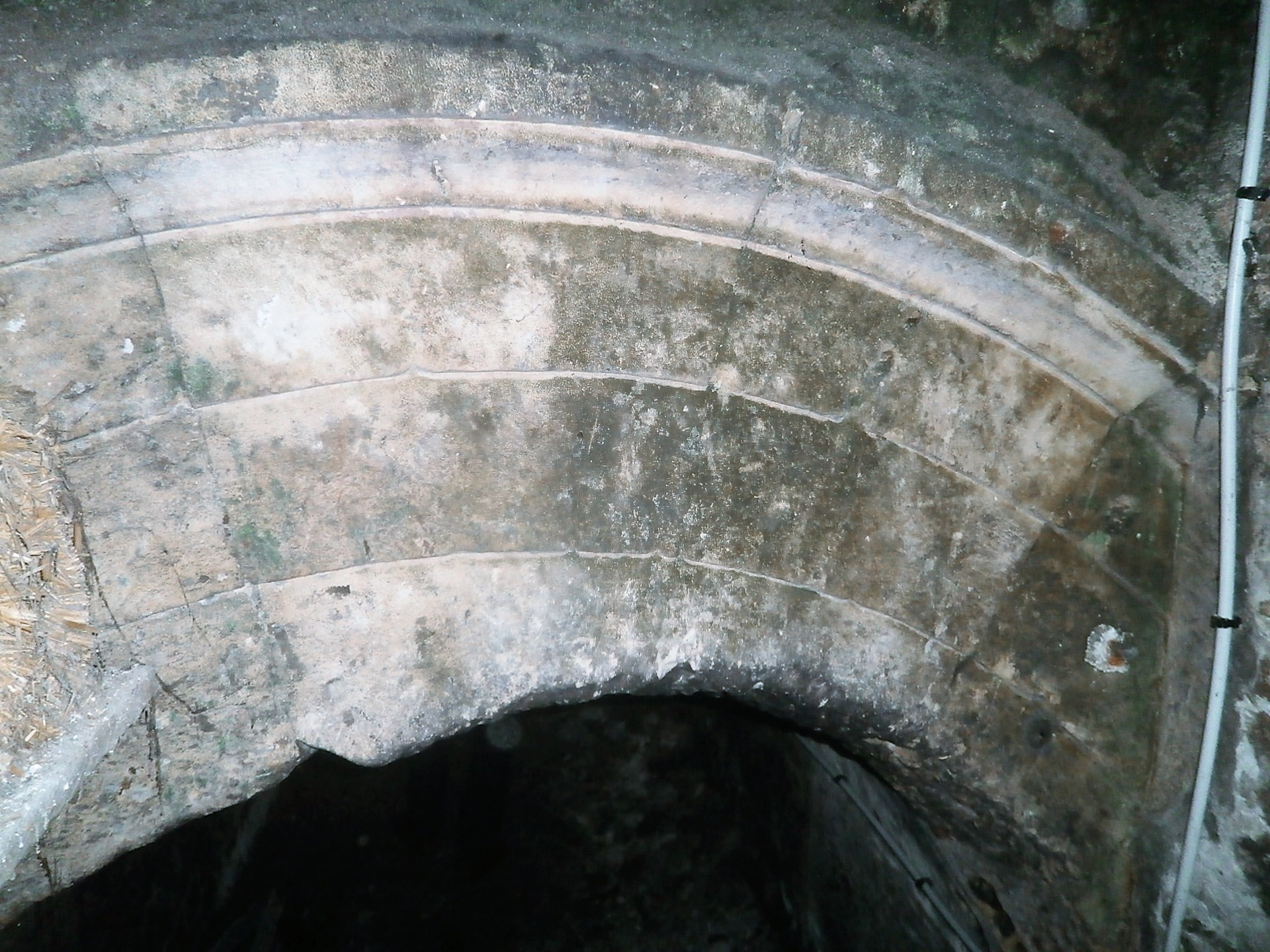
Arco di ingresso di uno dei vomitoria secondari dell'anfiteatro

Nella zona est della città, sulla una piccola collina, venne costruito nella seconda metà del I secolo un grande anfiteatro, la cui cavea era appoggiata su un grande riempimento di terra, e sembra essere stata priva di gradini in muratura. All'interno del riempimento sono stati scavati gli accessi (vomitoria) che portano dall'esterno all'arena e ai vari livelli della cavea. Di enormi dimensioni in rapporto alla città (112 x 94 m), poteva ospitare circa 14.000 spettatori e doveva accogliere persone anche dal territorio circostante.
L'anfiteatro fu ulteriormente ingrandito nella seconda metà del II secolo (156 x 134 m e 34.000 spettatori), trasformato in fortezza nel III secolo e inserito come parte della cinta di mura tardo-imperiali nel IV secolo.
Successivamente abbandonato, sui suoi resti si impiantò il quartiere delle abitazioni dei canonici della cattedrale di San Gaziano.

### Grande tempio

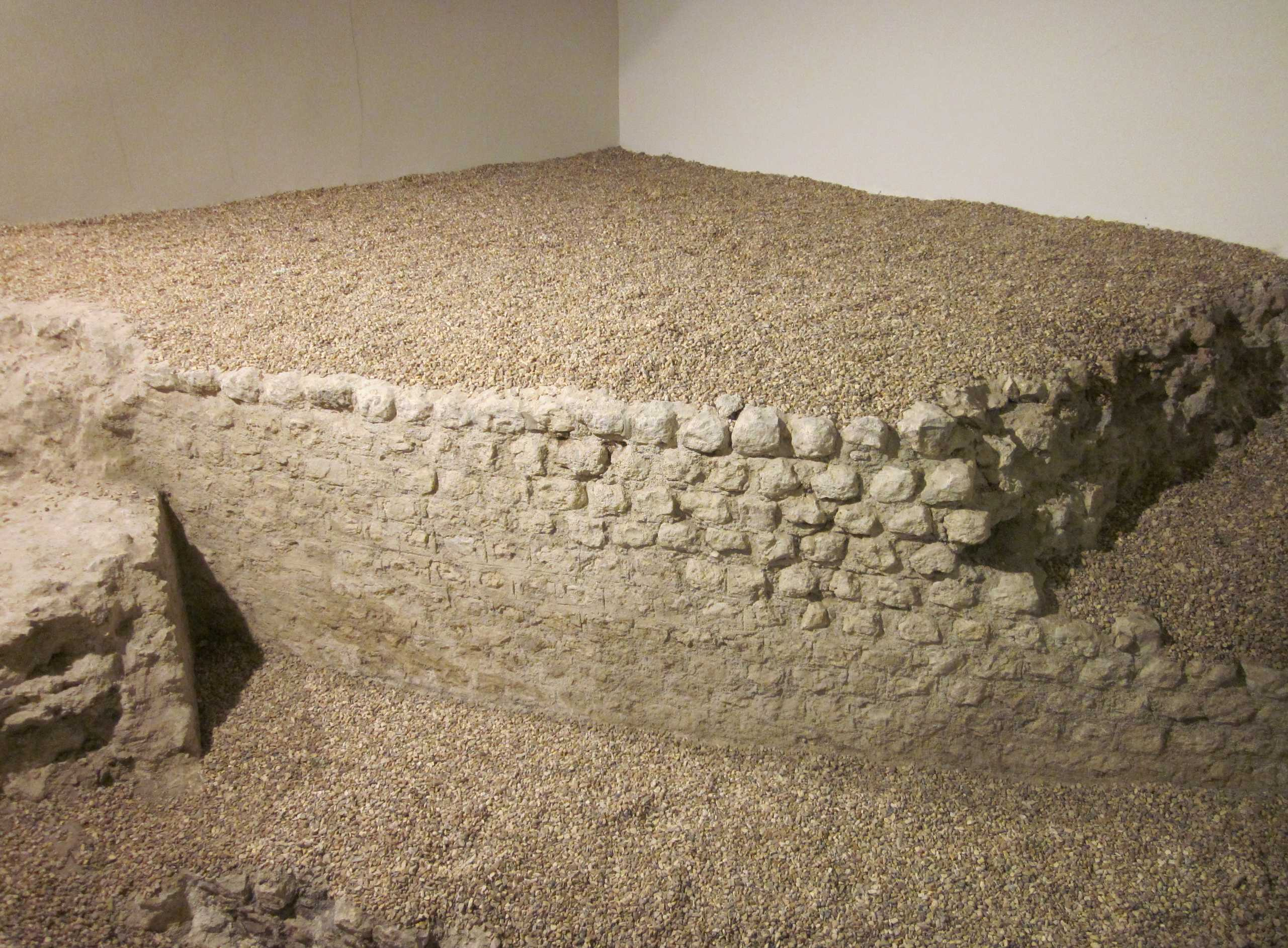
Resti della cella del tempio gallo-romano

A seguito delle distruzioni subite dalla città moderna nella seconda guerra mondiale, furono rinvenuti i resti di un fanum o tempio celtico. Scavi negli anni 1994, 2000 e 2002 hanno permesso di precisare la struttura dell'edificio, con cella circolare con diametro interno di 29,50 m e mura spesse 2,65 m, che poggiava su fondazioni sostenute da pali in legno. Sul lato est si trovava un pronao colonnato con frontone, sopraelevato di 2,20 m, aperto sul cardine massimo, dei quali restano frammenti di rocchi di colonna e di capitelli. L'edificio di cui si conservano i resti fu edificato verso la fine del I secolo d.C. e sostituiva un precedente edificio di culto degli inizi del secolo.

### Acquedotti

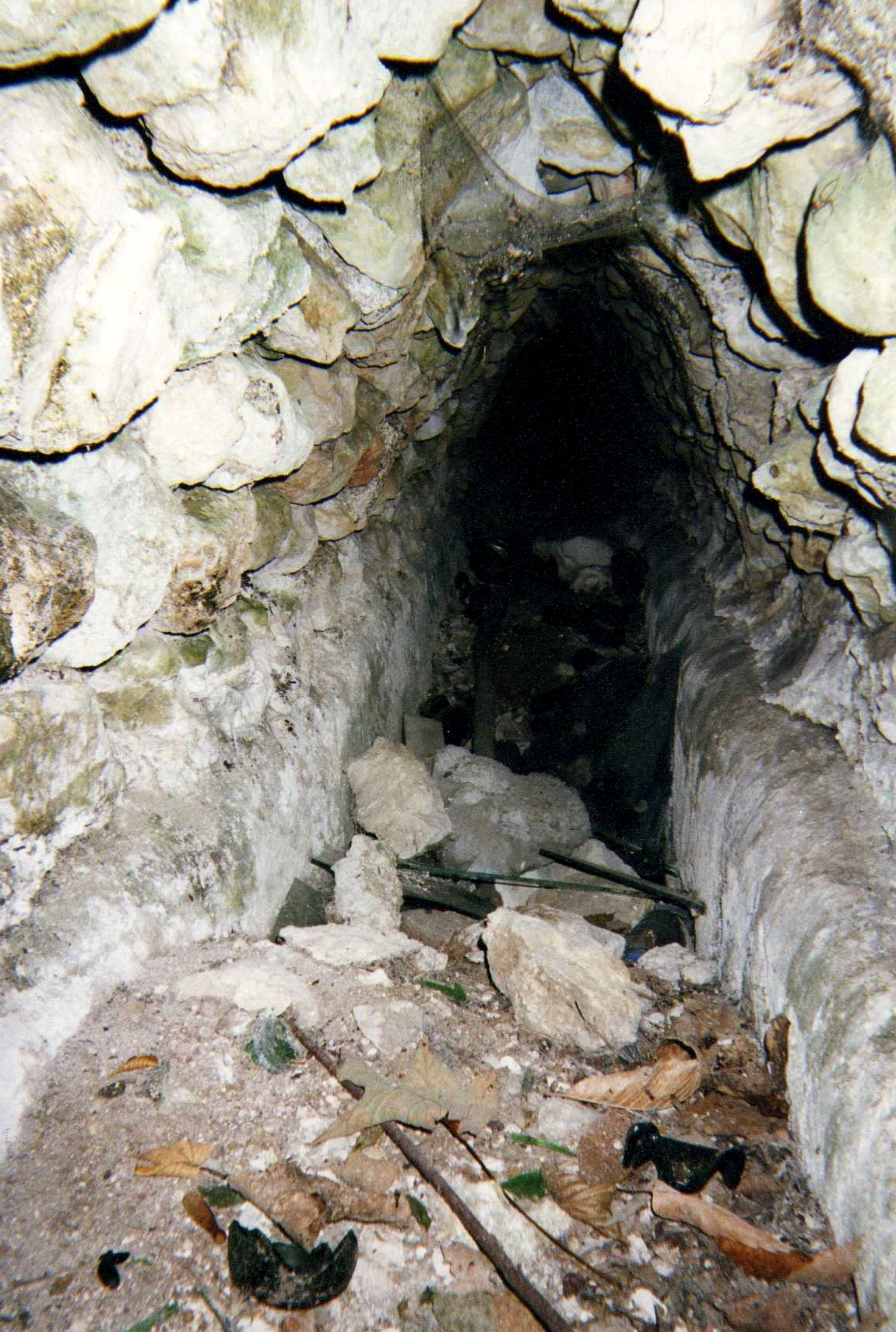
Parte del condotto dell'acquedotto di Fontenay presso Larçay

Un acquedotto romano (acquedotto di Fontenay), della lunghezza di 25 km, conduceva in città le acque di diverse sorgenti captate presso Bléré. L'itinerario è noto dalla località di inizio (Fontenay) fino a Saint-Aventin, lungo la vallata del fiume Cher. Il condotto è per lo più scavato nel costone di roccia della riva sud del fiume, ma superava gli avvallamenti con tratti su arcate. La sua portata massima era di 5.400 m³ al giorno. Fu abbandonato in una data imprecisata, subito dopo un'operazione di pulizia e mantenimento del condotto. Rovine di piloni sono visibili a Athée-sur-Cher e parti del condotto a Larçay.
Degli scavi presso la chiesa di San Giuliano di Tours, che in epoca antica si trovava sulle rive della Loira, sono state rinvenute una serie di arcate orientate in senso nord-sud, che costeggiavano il cardine massimo. Sulla riva del fiume un muro orientato in senso est-ovest è stato interpretato come il supporto di una noria, che faceva salire al condotto sopraelevato l'acqua del fiume. Questa struttura fu realizzata alla metà del I secolo e funzionò apparentemente solo per qualche decennio.

### Terme
Nella città sono stati identificati due stabilimenti termali pubblici. Il primo ("terme del Sud") conserva dei resti (scavati tra il 1999 e il 2002) sotto il liceo Descartes, nella parte meridionale della città, lungo il cardine massimo. Fu costruito probabilmente negli anni 60-70 d.C. e ingrandito alla fine del secolo; restò in servizio fino al IV secolo. Comprendeva un frigidarium circondato da un portico colonnato, un muro con absidi sul lato nord, una palestra e una serie di ambienti non tutti indagati.
Un secondo impianto termale ("terme dell'Est"), i cui resti furono scavati tra il 1974 e il 1978, si trova presso il castello di Tours e la riva antica del fiume ed era stato inizialmente interpretato come uno stabilimento privato. Comprendeva un cortile con funzione di palestra, fiancheggiato a nord da una grande sala riscaldata di cui resta l'ipocausto (forse un tepidarium) e a ovest parte di un edificio all'interno del quale un corridoio in senso nord-sud permetteva l'accesso diretto al fiume. Come le Terme del Sud furono probabilmente costruite tra il 60 e il 70 d.C. e subirono numerosi rimaneggiamenti; furono abbandonate in occasione della costruzione delle mura tardo-antiche, che obliterarono una parte dell'impianto.
Appartengono forse a un terzo impianto termale alcuni resti di murature del I secolo, rinvenuti presso la riva del fiume a nord dell'attuale piazza Plumerau ed esposti in un giardino archeologico.

### Necropoli
In epoca alto-imperiale sono attestate due necropoli a incinerazione: la "necropoli della Stazione" e la "necropoli del Canale". La prima si estendeva da piazza del Général-Leclerc alla rue Blaise-Pascal, per una lunghezza di circa 750 m verso sud (e potrebbe essere stata ancora più vasta), costeggiando la via in direzione dell'odierna Saint-Aventin. Iniziava immediatamente a ridosso dell'antico canale che segnava il limite della zona urbanizzata e si interrompeva in corrispondenza di una zona paludosa. Fu scavata alla fine dell'Ottocento e nel 1993 furono eseguiti dei sondaggi presso la cappella di San Lazzaro. Gli oggetti recuperati indicano che si trattava del più antico cimitero di Cesarodunum, datata probabilmente nella parte nord, più vicina alla città, all'epoca della fondazione, mentre la parte sud sembra più recente (fine del I - inizi del II secolo). Fu abbandonata nel III secolo.
La seconda necropoli del Canale si trovava ad est della città, sulla strada che conduceva verso Orléans lungo la riva sinistra della Loira e doveva estendersi fino alla chiesa di Saint-Pierre-des.Corps. Era stata identificata nel 1828, in seguito agli scavi per il canale di collegamento tra Loira e Cher.I materiali rinvenuti datano le sepolture alla fine del I secolo e delle stele funerarie reimpiegate nelle mura tardo-antiche provengono certamente dalla necropoli.
Si ipotizza la presenza anche di una terza necropoli, disposta lungo la via Orleans - Angers sulla riva destra della Loira, all'altezza di Saint-Cyr-sur-Loire.

### Edifici pubblici non identificati

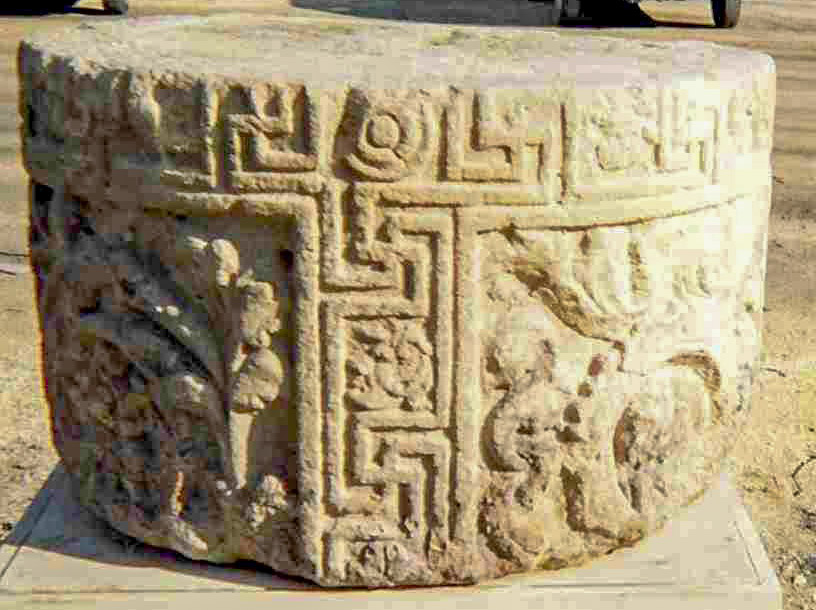
Rocchio di colonna decorato

Il sito del foro romano non è stato identificato: probabilmente si trovava nel settore cittadino presso il grande tempio celtico e le terme del Sud, all'incrocio tra il cardine e il decumano massimo, nel quadrante a sud-ovest di questo.
È possibile che un teatro o un odeon fosse stato impiantato presso l'anfiteatro.
Numerosi monumenti della città alto-imperiale furono smantellati per riutilizzarne i blocchi nelle mura tardo-imperiali: tra questi sono particolarmente rilevanti un fregio architettonico decorato che fungeva da incorniciatura di una porta, due rocchi di colonna decorati con raffigurazioni figurate (la dea Diana e un dio fluviale) che dovevano appartenere ad una colonna votiva dedicata a Giove.

## Abitazioni e oggetti d'uso comune
Le abitazioni della città furono inizialmente in materiali deperibili: solo dalla seconda metà del I secolo furono introdotti basamenti in muratura per i muri e tetti di tegole. Sono stati rinvenuti i resti di quattro domus a peristilio, una delle quali dotata di impianto termale. Nessuna delle case è tuttavia dotata di approvvigionamento idrico: la scarsa profondità della falda freatica permetteva probabilmente un efficace approvvigionamento d'acqua per mezzo dei pozzi.
Le tracce di attività artigianali riguardano carpenteria, taglio di pietre, lavorazione del bronzo e sembrano legate principalmente ad attività edilizie. Marginale era la produzione di beni di consumo, come ceramica e mobilia. Delle macine attestano la fabbricazione del pane. Sono state ritrovate più di 1.100 monete romane che vanno dal 32 a.C. al 408.

## Città tardo imperiale

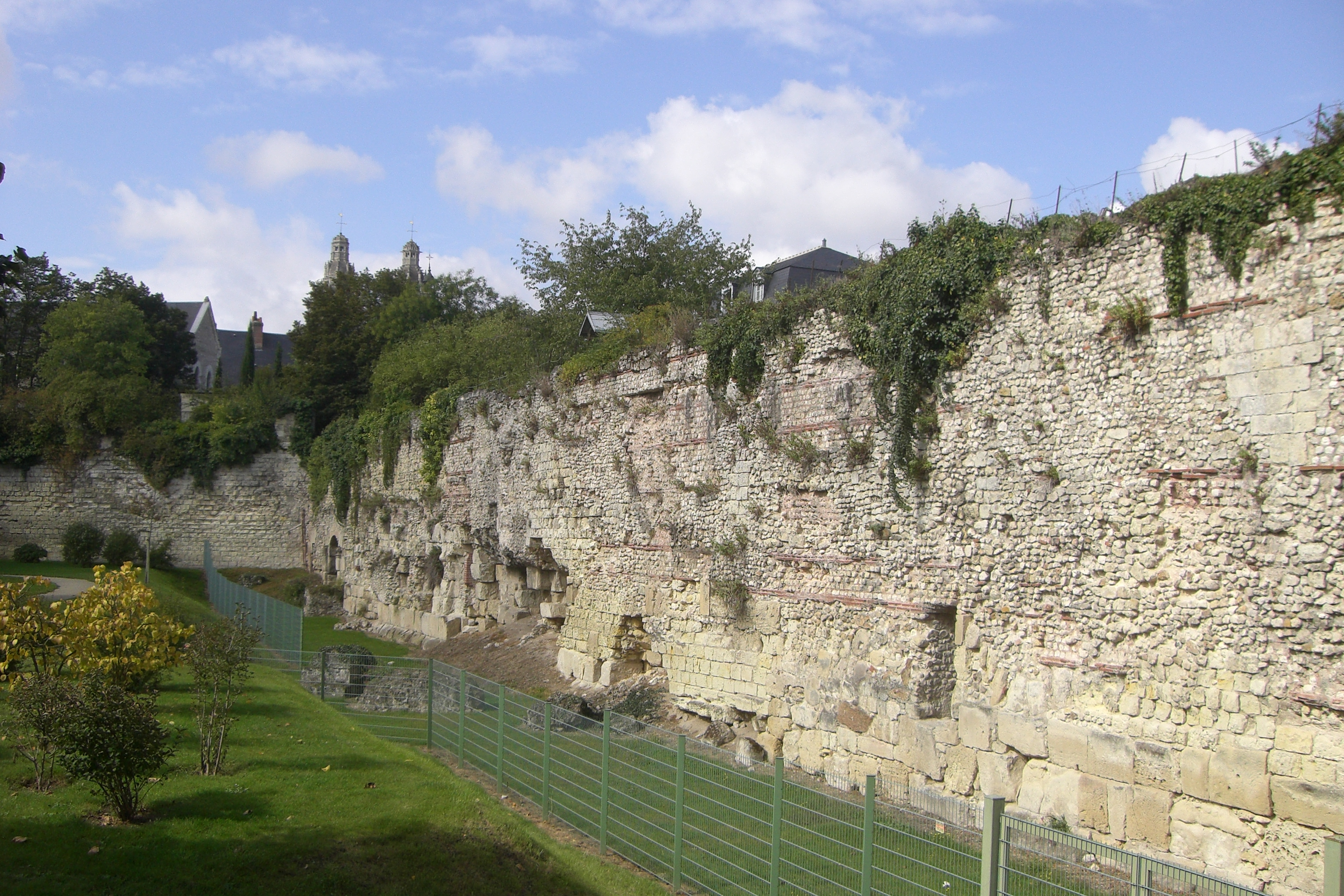
Mura tardo imperiali del castrum nel "giardino dei Vichinghi"

Il tessuto urbano si andò progressivamente contraendo, verso il settore della riva della Loira meno esposto alle inondazioni, che già nel periodo precedente era quella più densamente popolata. Le ragioni di questa decadenza sono in parte generali, condivise da molte città della regione, e in parte sono forse dovute a inondazioni particolarmente intense della Loira.
Il degrado delle precedenti condizioni di sicurezza (Bagaudi, migrazioni barbariche) e lo status di capoluogo della provincia della Lugdunense III, ottenuto tra il 364 e il 388, determinarono nuove necessità difensive.

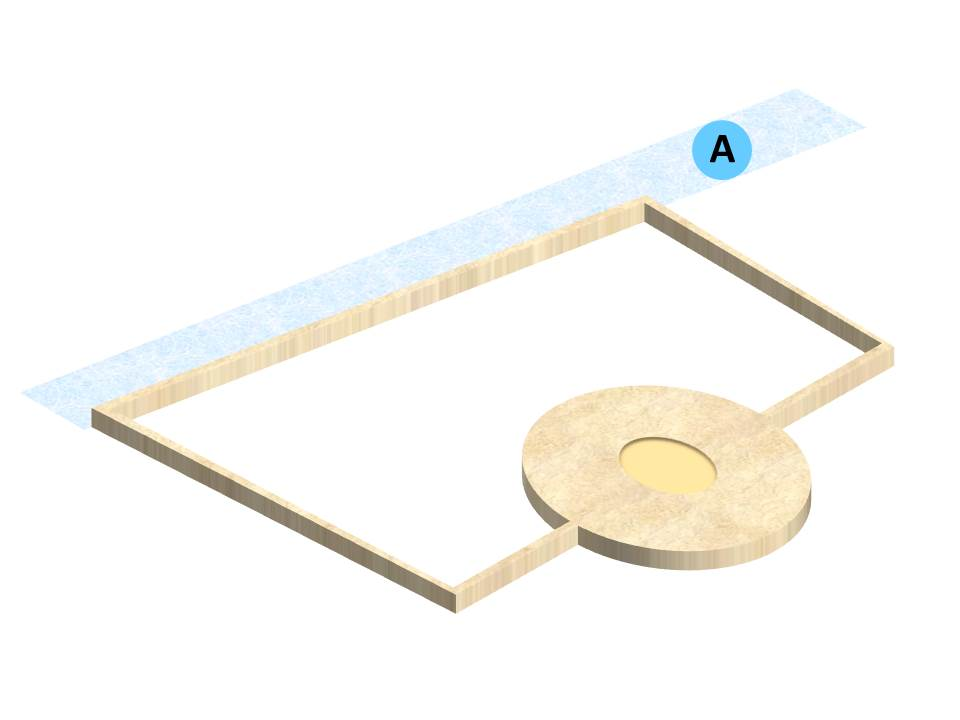
Ricostruzione schematica delle mura del castrum che inglobano l'anfiteatro

L'anfiteatro fu trasformato in fortezza agli inizi del IV secolo, per offrire ai cittadini un luogo di difesa in caso di attacco. Alla metà del secolo venne eretta inoltre una cinta muraria, tuttora ben visibile, sul perimetro più ristretto del nuovo abitato. Il tracciato delle mura è impostato sul caposaldo della fortezza dell'anfiteatro, che è integrata al centro del lato sud. Le mura avevano 16 torri e quattro porte principali al centro di ciascuno dei lati: un'entrata monumentale fu probabilmente sistemata utilizzando i vomitoria dell'anfiteatro.
Sul lato opposto, in corrispondenza del centro del lato nord delle mura lungo il fiume, fu costruito un nuovo ponte sulla Loira. I resti dei piloni si conservano per l'intera larghezza del fiume, ma si ignora quando scomparve.
L'interno del castrum venne riorganizzato secondo nuovi assi viari: la via principale correva in senso nord sud dalla fortezza dell'anfiteatro (utilizzando il vomitorium nord) fino al nuovo ponte sulla Loira, mentre un'altra via perpendicolare collegava le due porte sui lati ovest ed est.
Le terme dell'Est furono sistemate dopo la costruzione delle mura, ma probabilmente come stabilimento privato e per breve tempo. Molti monumenti pubblici erano stati smontati per reimpiegarne i materiali nelle mura. Altri monumenti furono risistemati per lo svolgimento di attività artigianali. Le abitazioni al di fuori delle mura sembrano essere state abbandonate.
Le necropoli furono sostituite da sepolture a inumazione, in rapporto con la diffusione del cristianesimo. Le sepolture si avvicinarono progressivamente al perimetro ridotto della città, rioccupando zone di abitato della città alto imperiale: Martino di Tours sarà seppellito alla fine del IV secolo nel quartiere delle Halles.

## Cristianesimo
Il principale evangelizzatore della regione sarebbe stato Gaziano di Tours, il cui episcopato avrebbe tuttavia carattere leggendario. Il primo vescovo di Tours storicamente accertato è invece Litorius (337/338-370/371), un notabile della città, che all'interno del castrum fece costruire la prima cattedrale (ecclesia prima), nello stesso luogo dove sorge la cattedrale attuale. A circa 1,2 km fuori dal castrum trasformò inoltre la casa di un senatore in un'altra chiesa, nella quale fu sepolto egli stesso.
A Litorius successe nel 371 Martino di Tours, che svolse intensa attività di evangelizzazione della regione, costruendo numerose chiese rurali e l'abbazia di Marmoutier, sulla riva destra della Loira opposta alla città. Dopo la sua morte nel 397 e il suo seppellimento nella necropoli che si trovava a ovest del castrum, venne costruita sulla sua tomba prima una cappella e poi, a partire dal 471, una basilica dedicata a suo nome, che divenne un importante centro di pellegrinaggio e costituì un secondo polo urbano nella crescita della città medievale.